# Nassim El Ablak
Nassim El Ablak (Harderwijk, 7 januari 2000) is een Nederlands voetballer die als middenvelder speelt.

## Carrière
Nassim El Ablak speelde in de jeugd van Zwart Wit '63, sc Heerenveen en PEC Zwolle. Na een half jaar waarin hij als zaalvoetballer actief was bij Sporting Harderwijk en als veldspeler bij VVOG sloot hij in januari 2018 aan bij Fortuna Sittard, waar hij een half jaar later een contract tekende. In het seizoen 2018/19 zat hij enkele wedstrijden op de bank bij het eerste elftal van Fortuna, maar debuteerde in het seizoen erna. Dit was op 31 augustus 2019, in de met 1-1 gelijkgespeelde uitwedstrijd tegen sc Heerenveen. Hij kwam in de 78e minuut in het veld voor Adnan Ugur. In twee seizoenen kwam hij tot zes invalbeurten voor Fortuna. In oktober 2021 sloot hij aan bij DVS '33 Ermelo.

### Statistieken
| Seizoen                      | Club            | Land           | Competitie     | Competitie | Competitie | Beker | Beker | Totaal | Totaal |
| Seizoen                      | Club            | Land           | Competitie     | Wed.       | Dlp.       | Wed.  | Dlp.  | Wed.   | Dlp.   |
| ---------------------------- | --------------- | -------------- | -------------- | ---------- | ---------- | ----- | ----- | ------ | ------ |
| 2018/19                      | Fortuna Sittard | Nederland      | Eredivisie     | 0          | 0          | 0     | 0     | 0      | 0      |
| 2019/20                      | Fortuna Sittard | Nederland      | Eredivisie     | 3          | 0          | 0     | 0     | 3      | 0      |
| 2020/21                      | Fortuna Sittard | Nederland      | Eredivisie     | 3          | 0          | 0     | 0     | 3      | 0      |
| Carrièretotaal               | Carrièretotaal  | Carrièretotaal | Carrièretotaal | 6          | 0          | 0     | 0     | 6      | 0      |
| Bijgewerkt op 5 oktober 2021 |                 |                |                |            |            |       |       |        |        |